# Bonneval-sur-Arc
Pour les articles homonymes, voir Bonneval.
Bonneval-sur-Arc est une commune française située dans le département de la Savoie, en région Auvergne-Rhône-Alpes, sur le cours de l'Arc.
Le village, situé au fond de la vallée de la Maurienne dans le parc national de la Vanoise, est l'un des villages qui adhèrent à l'association les plus beaux villages de France chargée de promouvoir les arguments touristiques de petites communes rurales riches d'un patrimoine de qualité. Il concourt à l'édition 2015 de l'émission de télévision française Le Village préféré des Français.

## Géographie

### Localisation
Située à 42 kilomètres au nord-est de Modane, Bonneval-sur-Arc est la commune la plus à l'est de la région Auvergne-Rhône-Alpes. C'est également la dernière commune de Haute-Maurienne. Elle se situe au pied du col de l'Iseran qui permet de rejoindre Val d'Isère et la Haute-Tarentaise.
| Val-d'Isère |                  | Ceresole Reale (Italie) |
|             | Bonneval-sur-Arc | Groscavallo (Italie)    |
| Bessans     |                  |                         |

### Géologie et relief
La superficie de la commune est de 8 272 hectares ; son altitude varie de 1 759  à   3 642 mètres.

### Climat
Pour des articles plus généraux, voir Climat d'Auvergne-Rhône-Alpes et Climat de la Savoie.
En 2010, le climat de la commune est de type climat de montagne, selon une étude du Centre national de la recherche scientifique s'appuyant sur une série de données couvrant la période 1971-2000. En 2020, Météo-France publie une typologie des climats de la France métropolitaine dans laquelle la commune est exposée à un climat de montagne ou de marges de montagne et est dans la région climatique Alpes du nord, caractérisée par une pluviométrie annuelle de 1 200 à 1 500 mm, irrégulièrement répartie en été.
Pour la période 1971-2000, la température annuelle moyenne est de 5 °C, avec une amplitude thermique annuelle de 16,9 °C. Le cumul annuel moyen de précipitations est de 1 035 mm, avec 8,2 jours de précipitations en janvier et 8,3 jours en juillet. Pour la période 1991-2020, la température moyenne annuelle observée sur la station météorologique de Météo-France la plus proche, « Bessans-Clim », sur la commune de Bessans à 7 km à vol d'oiseau, est de 4,1 °C et le cumul annuel moyen de précipitations est de 847,2 mm,. Pour l'avenir, les paramètres climatiques de la commune estimés pour 2050 selon différents scénarios d'émission de gaz à effet de serre sont consultables sur un site dédié publié par Météo-France en novembre 2022.

## Urbanisme

### Typologie
Au 1er janvier 2024, Bonneval-sur-Arc est catégorisée commune rurale à habitat dispersé, selon la nouvelle grille communale de densité à sept niveaux définie par l'Insee en 2022.
Elle est située hors unité urbaine et hors attraction des villes,.

### Occupation des sols
L'occupation des sols de la commune, telle qu'elle ressort de la base de données européenne d’occupation biophysique des sols Corine Land Cover (CLC), est marquée par l'importance des forêts et milieux semi-naturels (99,4 % en 2018), une proportion identique à celle de 1990 (99,4 %). La répartition détaillée en 2018 est la suivante : 
espaces ouverts, sans ou avec peu de végétation (68,9 %), milieux à végétation arbustive et/ou herbacée (29,2 %), forêts (1,2 %), zones urbanisées (0,4 %), prairies (0,3 %).
L'IGN met par ailleurs à disposition un outil en ligne permettant de comparer l’évolution dans le temps de l’occupation des sols de la commune (ou de territoires à des échelles différentes). Plusieurs époques sont accessibles sous forme de cartes ou photos aériennes : la carte de Cassini (XVIIIe siècle), la carte d'état-major (1820-1866) et la période actuelle (1950 à aujourd'hui).

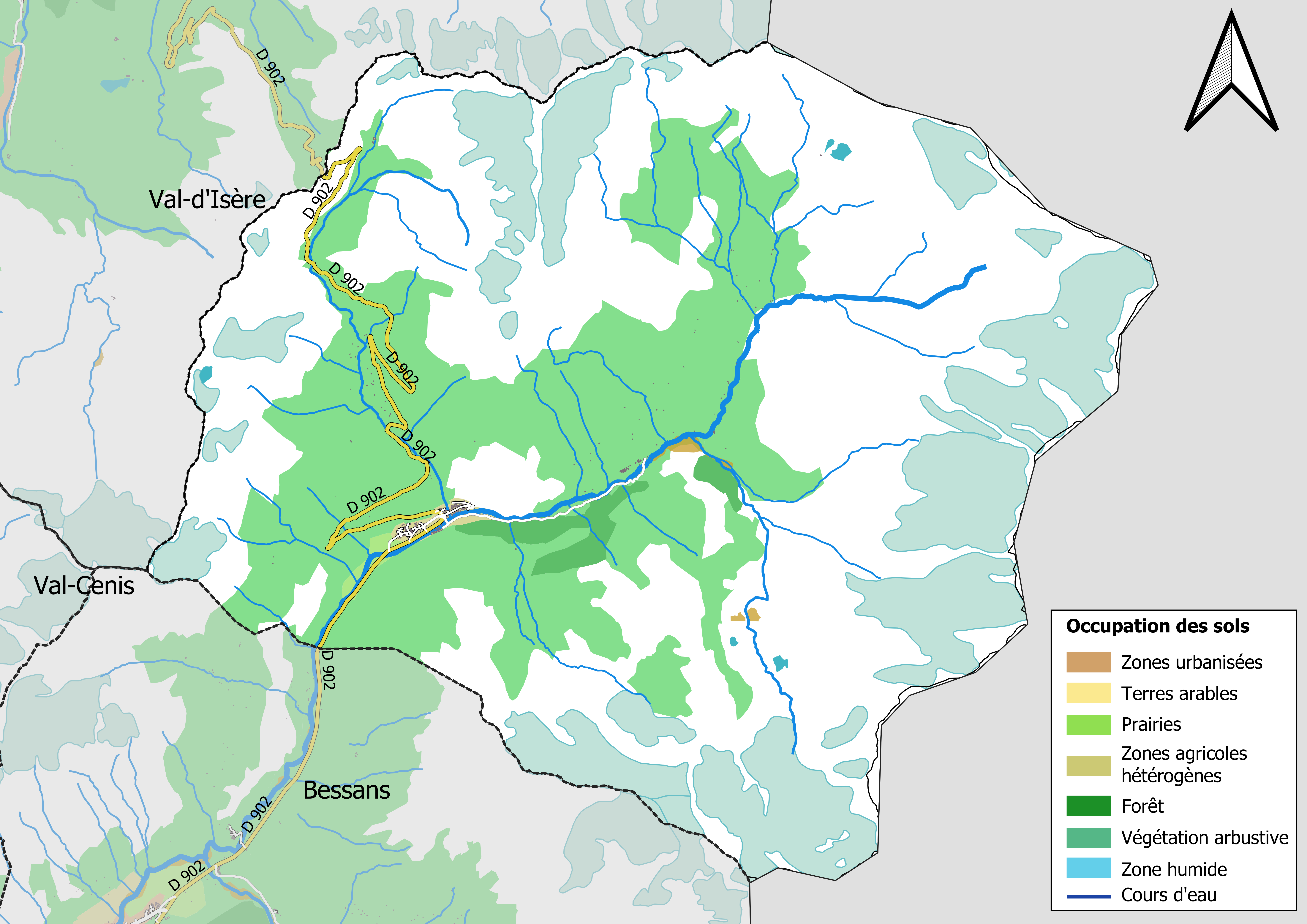
Carte des infrastructures et de l'occupation des sols en 2018 (CLC) de la commune.
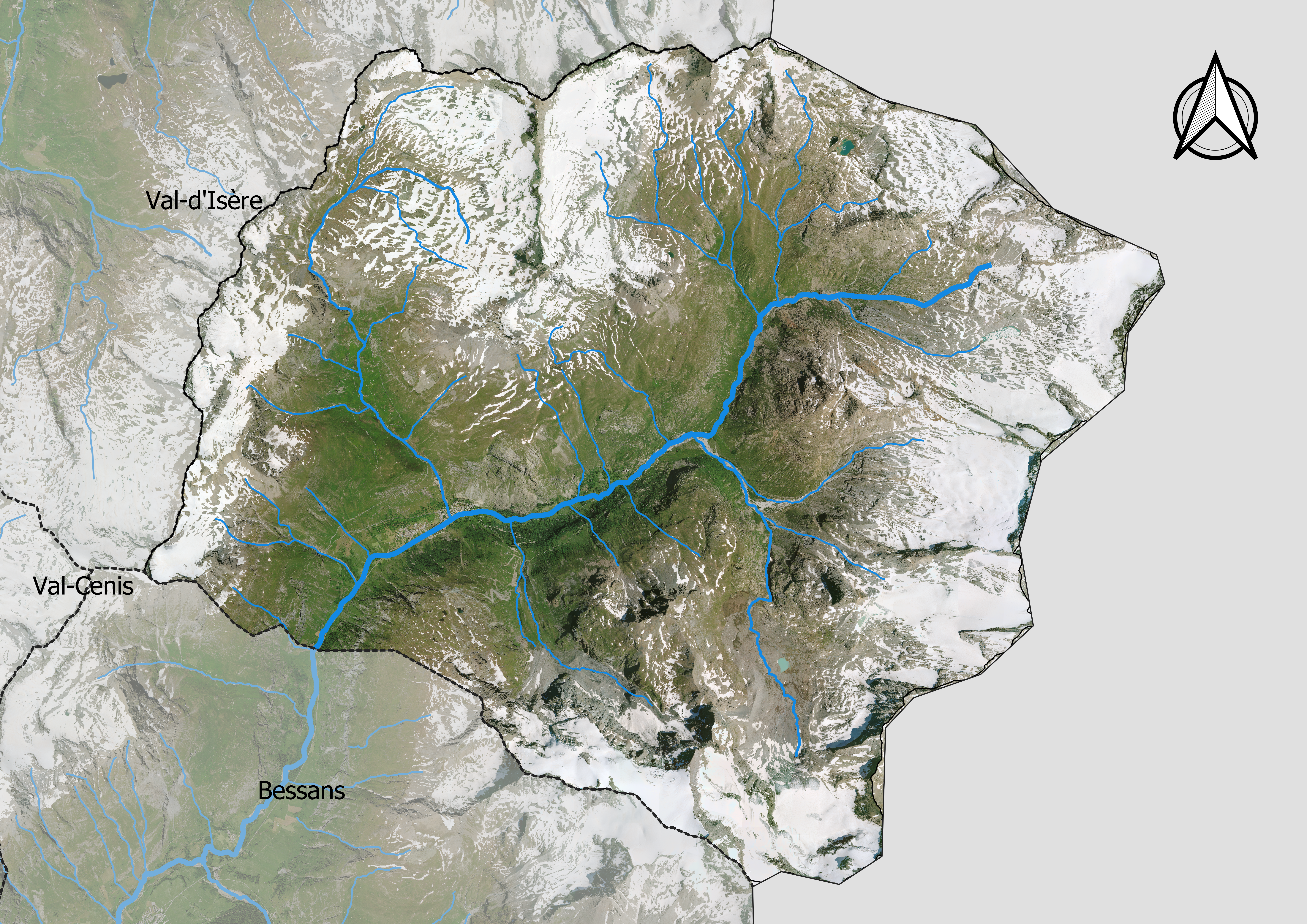
Carte orthophotogrammétrique de la commune.

### Morphologie de l'habitat

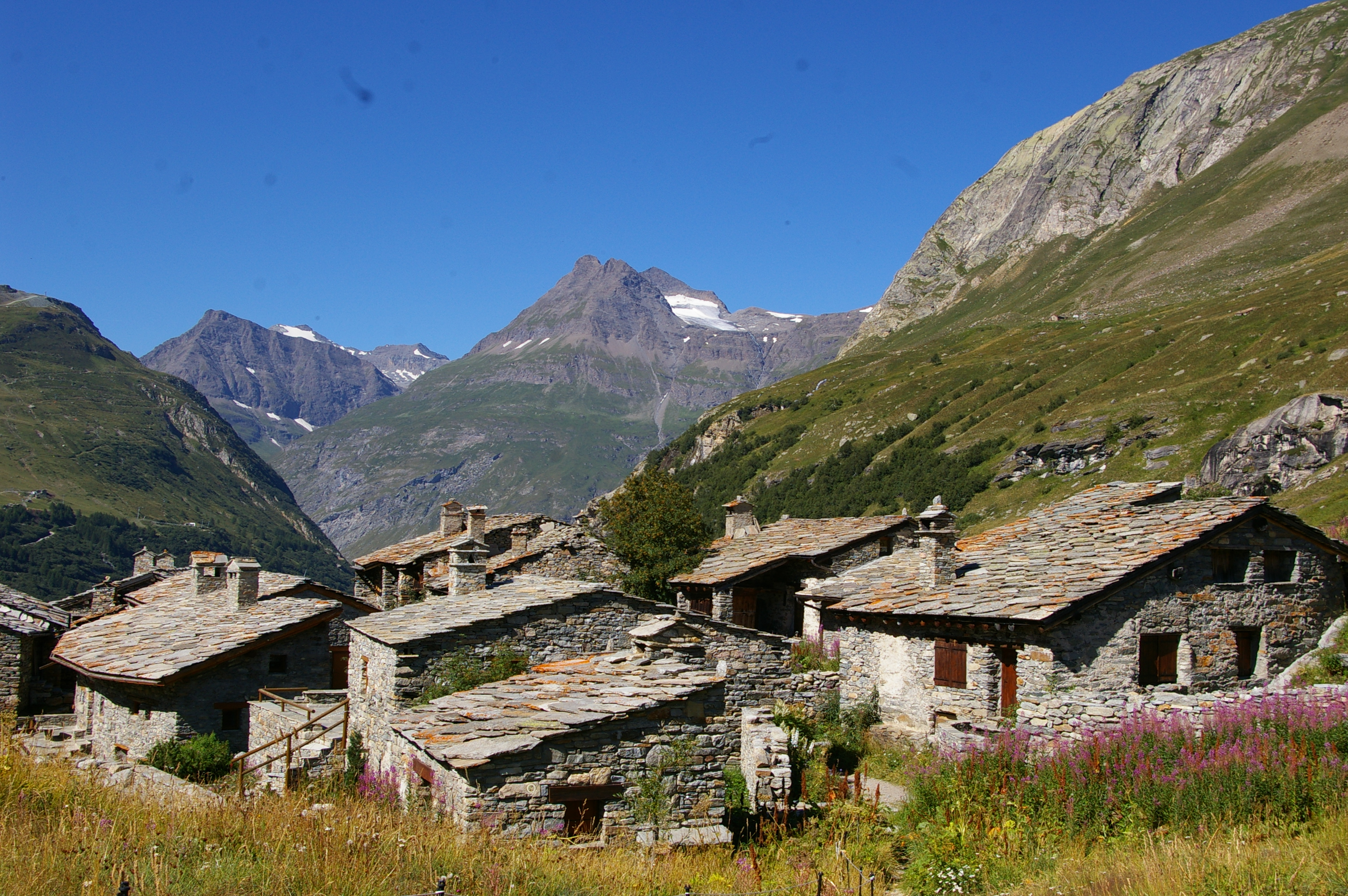
Hameau de l'Écot.

Les habitations occupées à l'année se répartissent sur « le vieux village » et le hameau de « Tralenta » qui se jouxtent et qui abritent à l'année une population d'environ 250 âmes. D'autres hameaux, non occupés en hiver, se répartissent sur le territoire de la commune, le plus connu étant celui de l'« Écot ».
La majorité des bâtiments, trapus, sont en pierres de taille liées par de la chaux, et les fenêtres sont étroites et verticales, sans volet. Sur la façade exposée au soleil court bien souvent un balcon de bois appelée aussi « galerie » ; sur certains d'entre eux sont encore exposés des grebons, briquettes de fumier de mouton qu'on utilisait comme combustible pour se chauffer.
Les toits à deux pans sont couverts de lauzes, sur une charpente de mélèzes. On dénombre de nombreuses ruelles. Bonneval-sur-Arc, afin de préserver son aspect originel, n'offre à la vue de ses visiteurs et habitants aucune parabole ou antenne de télévision. L'électricité, les télécoms et autres aménagements sont majoritairement en réseau souterrain afin qu'aucun câble aérien et pylône ne soit apparent.
À noter aussi le hameau de l'Écot, dont plusieurs maisons ont été rénovées ces dernières années, et sa chapelle Sainte-Marguerite (XIIe siècle).

## Toponymie
Bonneval prend le nom de Bonneval-sur-Arc le 4 décembre 1899.
En francoprovençal, le nom de la commune s'écrit Bonaval (graphie de Conflans) ou Bônavâl (ORB).

## Histoire

### Premiers habitants
L'occupation de la haute-vallée de la Maurienne remonte au Néolithique avec l'installation des premiers hommes lors du recul du glacier. Des peintures rupestres — 7 à 8 cerfs peints à l’ocre rouge —, dont la datation reste « conjecturale », ainsi que de nombreux objets ont été découverts au niveau de Villaron (commune de Bessans), peu avant Bonneval, sur et à proximité d'un grand rocher appelé « le Rocher du Château »,.
Les premiers habitants de ce qui constitue aujourd'hui le territoire de la commune de Bonneval-sur-Arc auraient été, selon la tradition locale, des bergers piémontais ou des valdotains (Val de Rhêmes) qui amenaient leur troupeaux pour les faire paître l'été avant de retourner chez eux pour l'hiver,,. C'est vers le Ve siècle ou le VIe siècle que ces pâtres se seraient installés à l'année dans deux villages ou hameaux : Faudan et l'Écot. Plus bas, la plaine de Bessans était occupée par deux lacs.

### Période médiévale
Au VIIIe siècle, de nouveaux habitants semblent s'installer dans la vallée de Bessans et qu'on assimile aux Sarrasins. Henri Onde, rappelle que l'existence de toponymes comme « mines des Sarrasins » à Bonneval, « rocher (ou mur) des Sarrasins » à Lanslevillard, « grotte des Sarrasins » à Bramans ou encore la « Mine des Sarrasins » à Fréjus « rentrent dans la catégorie de ces vestiges d'occupation humaine de date inconnue auxquels l'imagination populaire a accolé un nom rendu fameux, dans le folklore du Moyen Âge, par les croisades d'Orient et d'Espagne ». Il explique ainsi la méfiance vis-à-vis de leurs voisins bessanais installés en aval qu'ils « regardent [...] comme des descendants des Sarrasins et affirment, en ce qui les concerne, que leur village a été fondé par des montagnards du Val de Rhême venus primitivement exploiter les pâturages dans le haut bassin de l'Arc. ». On retrouve cette animosité entre les deux communautés au cours de l'histoire ; elle est d'ailleurs relevée par l'Intendant de Maurienne qui note en 1759 cette « vieille et forte antipathie ».
À compter du Xe siècle, la population s’accroît et deux nouveaux villages sont construits : Bonneval-sur-Arc (le village) et Tralenta.

#### La légende de Faudan
Au Xe siècle, il aurait existé deux hameaux : l'Écot, qui existe toujours, et Faudan. En Haute-Maurienne, ses habitants étaient connus pour leur égoïsme mais aussi leur grande richesse due à l'exploitation ancienne par les Sarrasins de mines de fer. La légende dit en effet que tous les dimanches, les habitants du village jouaient aux boules, utilisant des boules en or pur. De tels comportements amenèrent le père supérieur de l'abbaye de Novalaise, en Piémont, à envoyer le moine Landry à « Faudan » afin de ramener à la raison (et à Dieu) ces habitants. Ceux-ci, non seulement refoulèrent le Saint Homme, mais le tuèrent en le précipitant dans la rivière, l'Arc. Un an plus tard, un vieillard se présenta à « Faudan » au début de la nuit. Affaibli par le froid et la faim, il frappa à toutes les portes du village, et à chaque fois, se fit éconduire, ne demandant qu'à manger et un endroit pour dormir. À l'écart du village vivait une femme, Marguerite, dans une modeste maison. Malgré sa pauvre condition, Marguerite accueillit le vieil homme, le nourrit, et lui offrit sa grange pour logement. Après avoir mangé, le vieillard quitta toutefois son hôte, prévenant cette femme que dans le courant de la nuit, elle entendrait un grand bruit, lui recommandant de ne pas avoir peur et de prier pour les gens de « Faudan ». Quelques heures plus tard, Marguerite fut brusquement réveillée : la montagne s'écroulait. Au lever du jour, elle constata que le village de « Faudan » et ses habitants avaient disparu, ensevelis sous un immense éboulis de rochers. Seule sa maison avait été épargnée,.

### Période moderne
En 1532, l'évêque de Maurienne érige Bonneval en paroisse indépendante ; elle était jusque-là dépendante de Bessans,. Les habitants, au-delà des travaux agricoles, exploitent deux mines de fer.

### Période contemporaine
En 1761, le village devient une communauté indépendante.
Lors de l'annexion du duché de Savoie par les troupes révolutionnaires françaises en 1792, la vallée de la Maurienne appartient au département du Mont-Blanc. La commune de Bonneval est rattachée administrativement au canton de Lanslebourg, au sein du district de Saint-Jean-de-Maurienne. Lors de la réforme administrative de 1798 et la création du nouveau département du Léman, la situation de rattachement administrative de Bonneval ne change pas. Henri Onde rappelle que durant cette occupation, les administrateurs du nouveau département du Mont-Blanc décrivaient les Bonnevalins comme « plus grand[s], maigre[s], plus froid[s], aim[ant] moins la musique et la distraction » que ses voisins de Bessans.
La commune de Bonneval prend le nom de Bonneval-sur-Arc le 4 décembre 1899.
Lors des migrations de peuplement des XVIIIe et XIXe siècles, les gens de Bonneval partent à Paris ou dans les vallées italiennes. Le piémontais est d'ailleurs couramment parlé et il semble que « la moitié des guides ont quelques connaissances d'anglais ».
Élu maire en 1956, Gilbert André (né dans les Vosges en 1927) conserve ce mandat plusieurs décennies et fut l'un des artisans de la conservation du patrimoine de Bonneval. Il est aussi l'un des pionniers à l'origine de la création du parc national de la Vanoise. Plus tard, en 1967, les premières remontées mécaniques sont construites : Bonneval-sur-Arc choisit alors de se tourner vers le ski de piste à taille humaine tandis que la commune voisine de Bessans s'oriente elle vers le ski de fond.
Aux XXe et XXIe siècles, Bonneval-sur-Arc vit notamment de l'agriculture de montagne et du tourisme rural, tout en cherchant à conserver une identité et une authenticité avec la rénovation des maisons du village. Bernard Demotx observe que « depuis un demi-siècle, Bonneval-sur-Arc est un modèle de village alpin, à l'opposé des grandes stations touristiques ». Les acteurs locaux cherchent à promouvoir ce « modèle » en adhérant par exemple à l'association des Plus Beaux Villages de France, comme 153 autres communes françaises ou en participant au concours de l'édition 2015 de l'émission de télévision française Le Village préféré des Français sur France 2, aux côtés de 22 autres villages français, en représentant la région Rhône-Alpes.

## Politique et administration

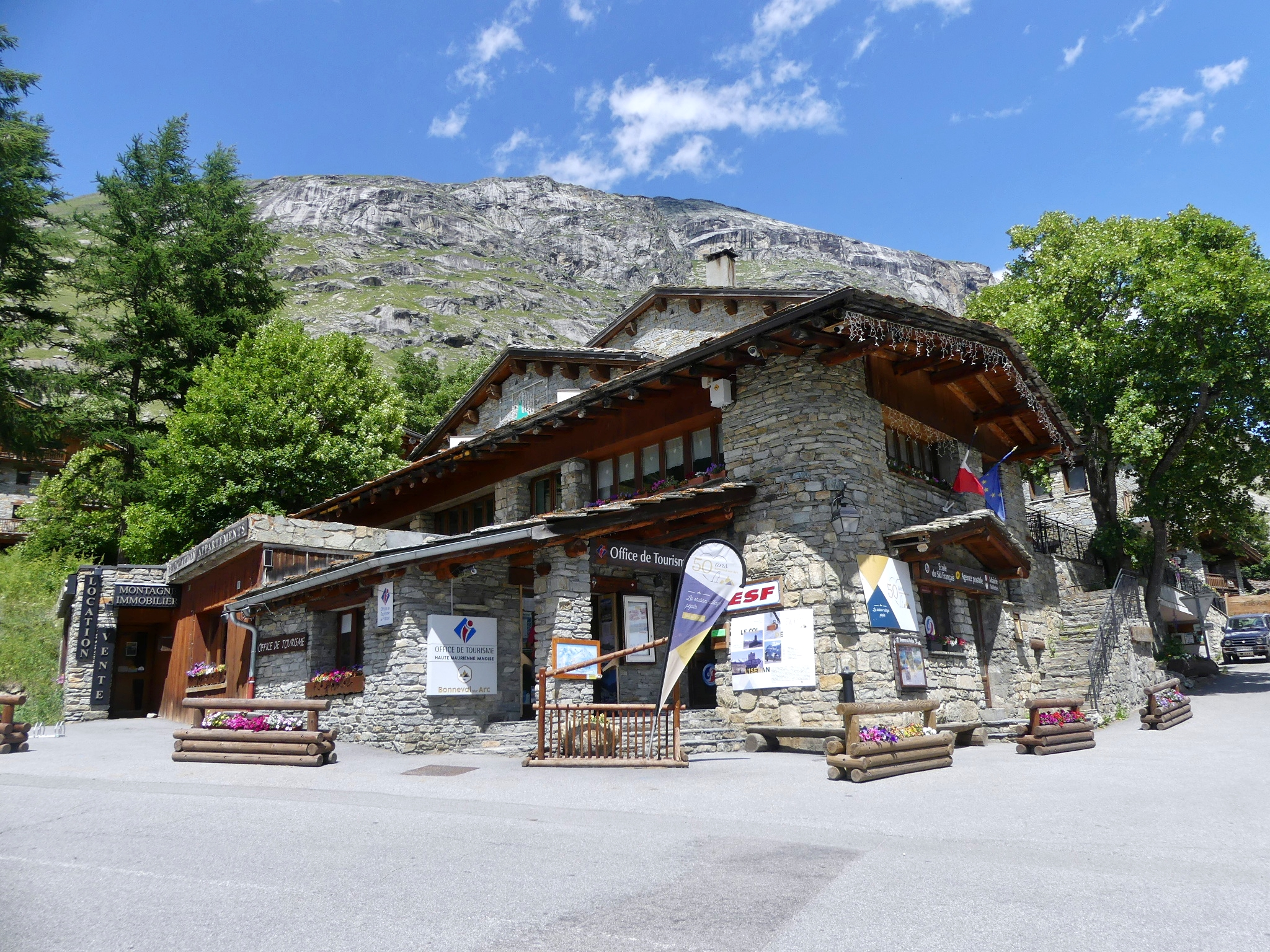
Bâtiment de la mairie en été.

### Liste des maires
| Période                                  | Période                            | Identité      | Étiquette | Qualité                                                         |
| ---------------------------------------- | ---------------------------------- | ------------- | --------- | --------------------------------------------------------------- |
| Les données manquantes sont à compléter. |                                    |               |           |                                                                 |
| 1956                                     | 1995 (interruption de 1987 à 1989) | Gilbert André |           | militant pour la protection du patrimoine et de l'environnement |
| mars 2014                                | 2020                               | Gabriel Blanc |           | agriculteur                                                     |
| 2020                                     | En cours                           | Marc Konareff |           |                                                                 |

## Population et société

### Démographie

#### Évolution démographique
Les habitants de la commune sont appelés les Bonnevalaines et les Bonnevalains.

L'évolution du nombre d'habitants est connue à travers les recensements de la population effectués dans la commune depuis 1793. Pour les communes de moins de 10 000 habitants, une enquête de recensement portant sur toute la population est réalisée tous les cinq ans, les populations de référence des années intermédiaires étant quant à elles estimées par interpolation ou extrapolation. Pour la commune, le premier recensement exhaustif entrant dans le cadre du nouveau dispositif a été réalisé en 2006.

En 2022, la commune comptait 270 habitants, en évolution de +4,65 % par rapport à 2016 (Savoie : +3,63 %, France hors Mayotte : +2,11 %).
| 1793 | 1800 | 1806 | 1822 | 1838 | 1848 | 1858 | 1861 | 1901 |
| ---- | ---- | ---- | ---- | ---- | ---- | ---- | ---- | ---- |
| 542  | 304  | 286  | 390  | 407  | 421  | 351  | 349  | 342  |

| 1911 | 1921 | 1936 | 1946 | 1962 | 1968 | 1975 | 1982 | 1990 |
| ---- | ---- | ---- | ---- | ---- | ---- | ---- | ---- | ---- |
| 305  | 233  | 191  | 164  | 131  | 139  | 149  | 211  | 216  |

| 1999 | 2006 | 2011 | 2016 | 2021 | 2022 | - | - | - |
| ---- | ---- | ---- | ---- | ---- | ---- | - | - | - |
| 239  | 239  | 238  | 258  | 266  | 270  | - | - | - |

#### Pyramide des âges
En 2018, le taux de personnes d'un âge inférieur à 30 ans s'élève à 36,9 %, soit au-dessus de la moyenne départementale (33,6 %). À l'inverse, le taux de personnes d'âge supérieur à 60 ans est de 20,2 % la même année, alors qu'il est de 26,7 % au niveau départemental.
En 2018, la commune comptait 128 hommes pour 132 femmes, soit un taux de 50,77 % de femmes, légèrement inférieur au taux départemental (51,04 %).
Les pyramides des âges de la commune et du département s'établissent comme suit.
| Hommes | Classe d’âge | Femmes |
| ------ | ------------ | ------ |
| 0,0    | 90 ou +      | 3,1    |
| 1,6    | 75-89 ans    | 4,6    |
| 16,5   | 60-74 ans    | 14,5   |
| 18,1   | 45-59 ans    | 21,4   |
| 22,8   | 30-44 ans    | 23,7   |
| 14,2   | 15-29 ans    | 13,7   |
| 26,8   | 0-14 ans     | 19,1   |

| Hommes | Classe d’âge | Femmes |
| ------ | ------------ | ------ |
| 0,7    | 90 ou +      | 2      |
| 7,2    | 75-89 ans    | 9,9    |
| 17,1   | 60-74 ans    | 18     |
| 21,1   | 45-59 ans    | 20,4   |
| 18,9   | 30-44 ans    | 18,4   |
| 17,2   | 15-29 ans    | 15,1   |
| 17,7   | 0-14 ans     | 16,2   |

#### Répartition des ménages
Le nombre total de ménages à Bonneval-sur-Arc était de 98[Quand ?]. Ces ménages ne sont pas tous égaux en nombre d'individus. Certains de ces ménages comportent une personne, d'autres deux, trois, quatre, cinq voire plus de six personnes. Voici ci-dessous, les données en pourcentage de la répartition de ces ménages par rapport au nombre total de ménages.
| Ménages de :                | 1 personne | 2 pers. | 3 pers. | 4 pers. | 5 pers. | 6 pers. ou + |
| --------------------------- | ---------- | ------- | ------- | ------- | ------- | ------------ |
| Bonneval-sur-Arc            | 31,6 %     | 24,5 %  | 23,5 %  | 10,2 %  | 9,2 %   | 1 %          |
| Moyenne nationale           | 31 %       | 31,1 %  | 16,2 %  | 13,8 %  | 5,5 %   | 2,4 %        |
| Sources des données : INSEE |            |         |         |         |         |              |

## Économie

### Emploi et entreprises

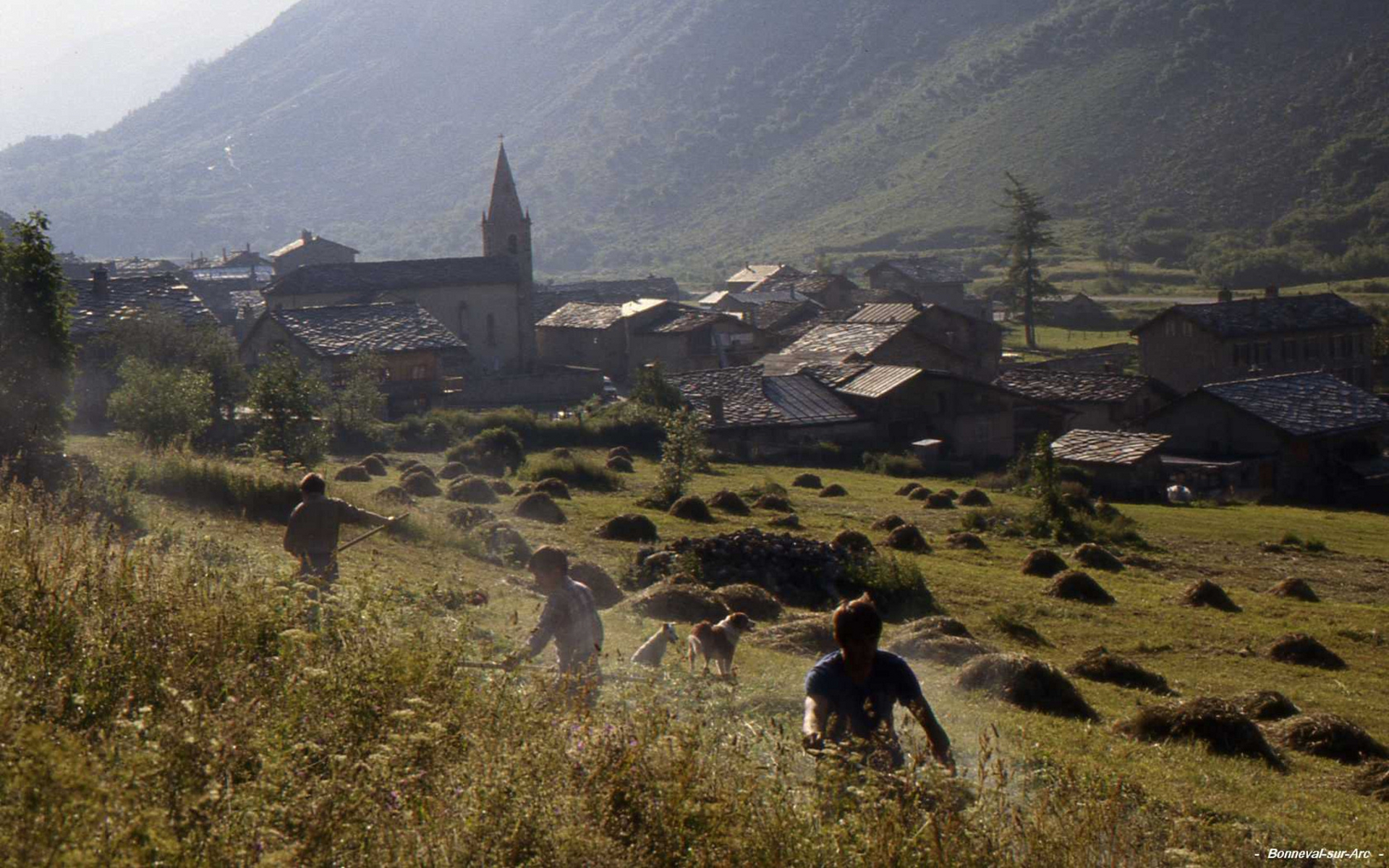
Travaux dans les champs en juillet 2008.

L'économie du village est liée depuis longtemps à l'agriculture de montagne, et notamment à l'élevage de vaches, de moutons et de chèvres, mais aussi au tourisme familial ; certains Bonnevalains ont un double emploi lié à ces deux domaines. Bonneval-sur-Arc dispose en effet d'activités touristiques en lien avec ce milieu montagnard : ski de piste, randonnées pédestre, parapente, etc.

### Tourisme
En 2014, la capacité d'accueil de la station, estimée par l'organisme Savoie-Mont-Blanc, est de 2 353 lits touristiques répartis dans 397 établissements. Les hébergements se répartissent comme suit : 242 meublés ; 1 résidence de tourisme ; 2 hôtels ; 5 refuges ou gîtes d'étape et deux chambres d'hôtes.

## Culture locale et patrimoine

### Lieux et monuments

#### Lieux, monuments et objets remarquables

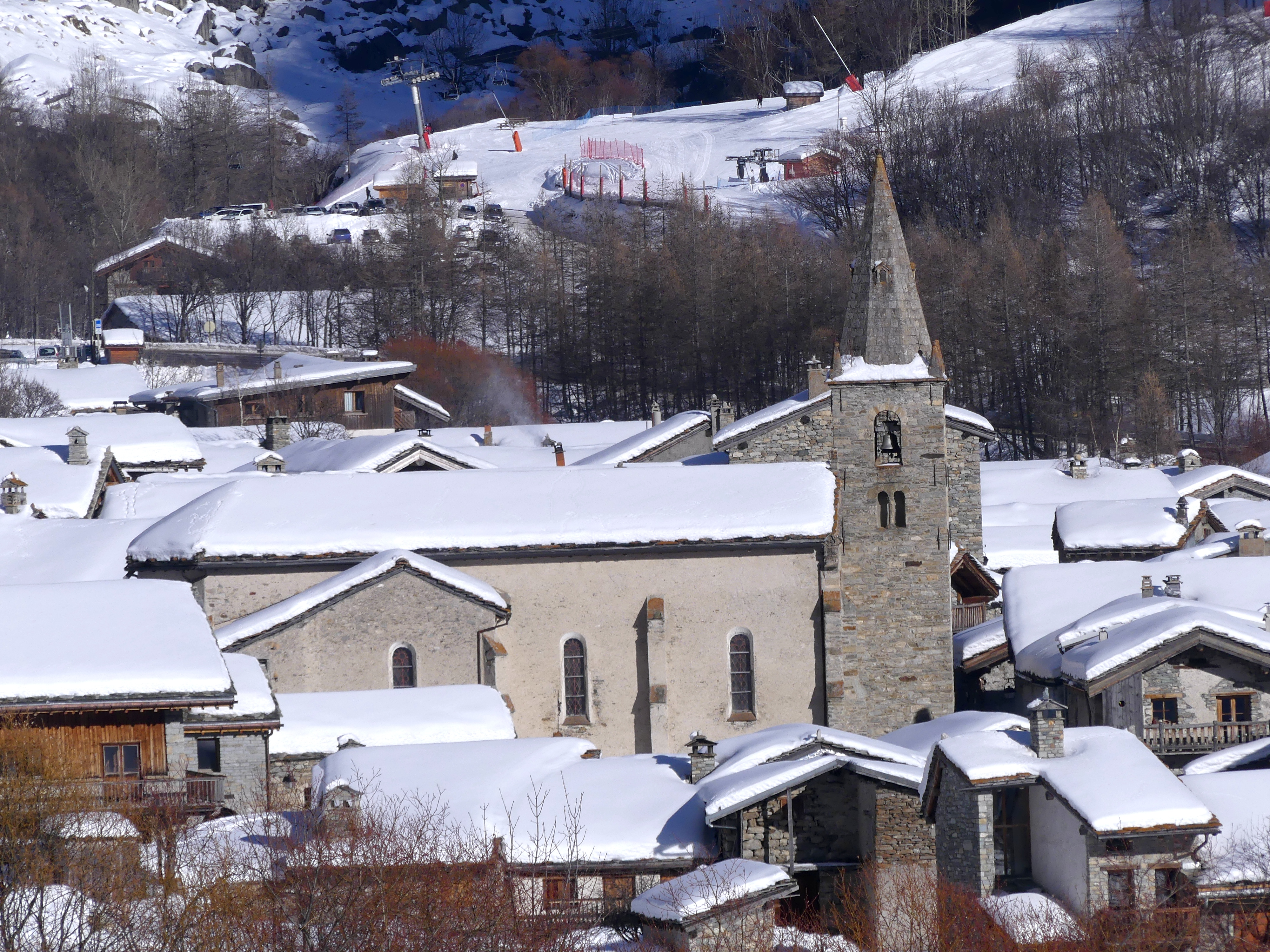
L'église Notre-Dame-de-l'Assomption sous la neige, en février 2023.

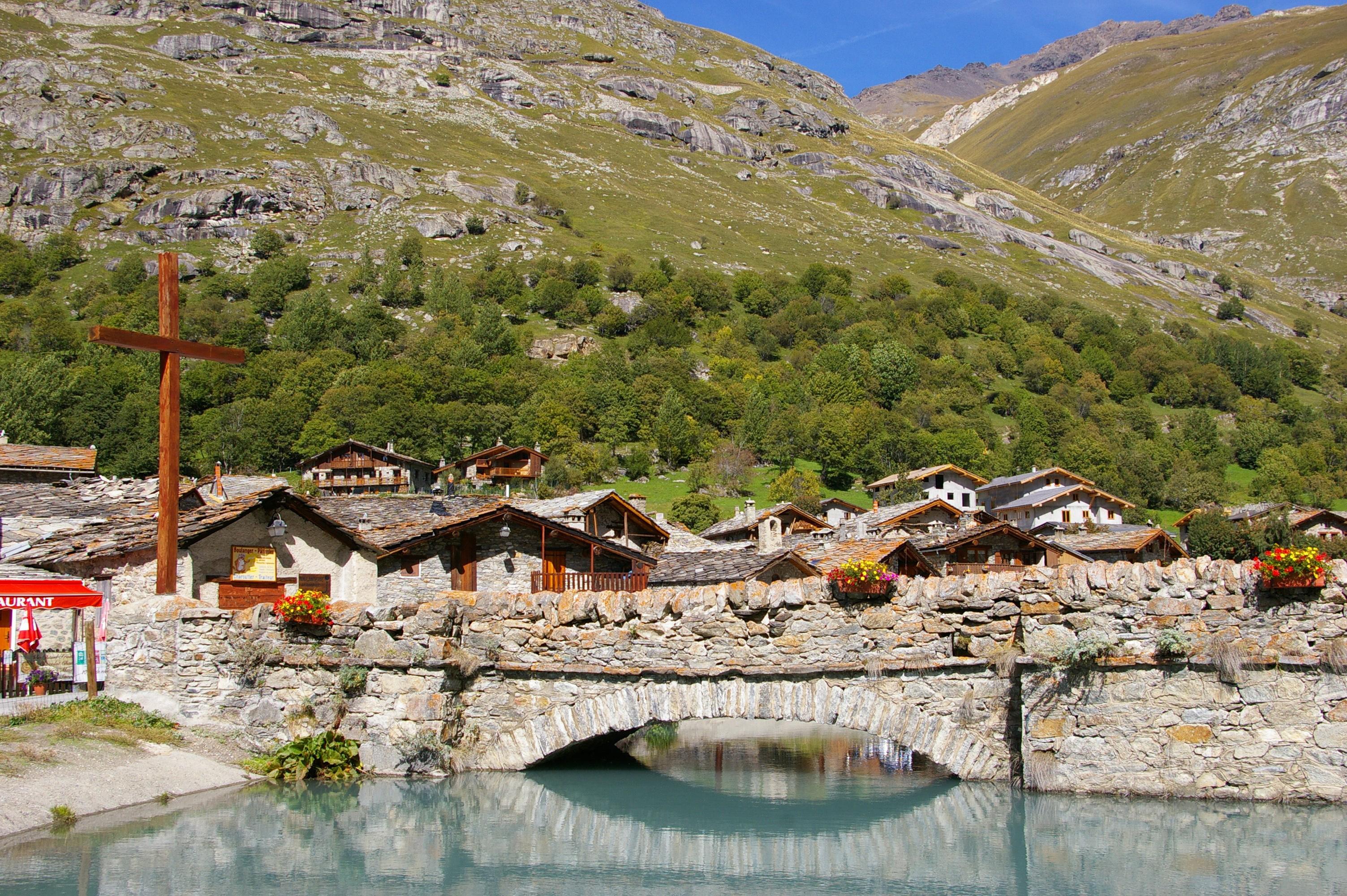
Vieux pont à l'entrée du village.

La commune compte douze monuments et cinq objets répertoriés à l'inventaire des monuments historiques,. Les douze monuments ont tous été « inscrits » par arrêté du 1er décembre 1980, sauf le clocher de l'église qui a été inscrit par arrêté du 25 octobre 1972 :
- oratoire Saint-Landry du XVIIe siècle[43] ;
- oratoire Notre-Dame-des-Sept-Douleurs du XVIIe siècle[44] ;
- chapelle Sainte-Marguerite[45] ;
- vieux pont et pont de la Lame[46] ;
- oratoire de la Sainte-Trinité du XVIIe siècle[47] ;
- oratoire Saint-Sébastien du XVIIe siècle[48] ;
- oratoire Saint-Gras du XVIIe siècle[49] ;
- clocher de l'église Notre-Dame-de-l'Assomption[50] ;
- chapelle Saint-Sébastien[51] ;
- chapelle Saint-Barthélémy[52] ;
- chapelle Saint-Antoine[53] ;
- chapelle Notre-Dame-des-Grâces[54].

#### Autres lieux et monuments
On peut également citer la fromagerie et le musée, la Grande Maison (expositions) et la chapelle Notre-Dame-de-Toute-Prudence, au col de l'Iseran, construite en 1939 selon les plans de l'architecte savoyard Maurice Novarina.

### Personnalités liées à la commune
- Gilbert André, homme politique.
- Valérien Culet, berger et « guide à touristes ». En 1911, il accompagne le baron Pierre Decouz aux Îles Kerguelen, pour y mettre en place, à la demande des frères Bossières, personnalités havraises concessionnaires des îles australes françaises, un élevage de moutons en liberté. Il y reste six mois et note tous les détails de son séjour dans son petit carnet noir.
- Charles Blanc dit Carling, René Alexandre dit Papoling, Pierre Blanc dit Le Pape, guides de montagne qui participèrent au développement du village.

### Héraldique
| Blason de Bonneval-sur-Arc | Blason  | D'azur à la montagne d'argent chargée d'une marmotte contournée au naturel, surmontée d'une fasce voûtée coupée d'argent et de gueules et touchant le chef. |
| Blason de Bonneval-sur-Arc | Détails | Le statut officiel du blason reste à déterminer. |